# Кастел Габијано
Кастел Габијано (итал. Castel Gabbiano) је насеље у Италији у округу Кремона, региону Ломбардија.
Према процени из 2011. у насељу је живело 365 становника. Насеље се налази на надморској висини од 99 м.

## Становништво
| 1936. | 1951. | 1961. | 1971. | 1981. | 1991. | 2001. | 2011. |
| ----- | ----- | ----- | ----- | ----- | ----- | ----- | ----- |
| 528   | 603   | 447   | 295   | 314   | 310   | 392   | 455   |